# Utakleiv
Utakleiv est une localité du comté de Nordland, en Norvège.

## Géographie
Administrativement, Utakleiv fait partie de la kommune de Vestvågøy.